# Rödtjärnen (Skorpeds socken, Ångermanland, 702563-159909)
Rödtjärnen är en sjö i Örnsköldsviks kommun i Ångermanland och ingår i Nätraåns huvudavrinningsområde. Sjön har en area på 0,0647 kvadratkilometer och ligger 352,5 meter över havet.

## Delavrinningsområde
Rödtjärnen ingår i det delavrinningsområde (702599-159931) som SMHI kallar för Utloppet av Rödtjärnen. Medelhöjden är 377 meter över havet och ytan är 1,33 kvadratkilometer. Det finns inga avrinningsområden uppströms utan avrinningsområdet är högsta punkten. Vattendraget som avvattnar avrinningsområdet har biflödesordning 3, vilket innebär att vattnet flödar genom totalt 3 vattendrag innan det når havet efter 67 kilometer. Avrinningsområdet består mestadels av skog (78 procent). Avrinningsområdet har 0,06 kvadratkilometer vattenytor vilket ger det en sjöprocent på 4,6 procent.